# Ахмед Эюб-паша
Ахмед Эйюб-паша (осман. احمد ايوب پاشا‎; 1833, Стамбул — 28 мая 1893, Стамбул) — османский военачальник, командовал турецкой армией на восточном фронте русско-турецкой войны.

## Биография
Родился в Стамбуле, поступил в военный колледж (Kara Harp Okulu). С 1873 год — наместник в Йемене, в 1877—1878 годах командующий армией на Востоке. После войны — наместник в провинциях Янина, Монастир и Косово, ближайший сподвижник султана Абдул-Хамида II.
Умер в Стамбуле 28 мая 1893 года. Похоронен на кладбище у Мавзолея Махмуда II.